# Astroloba tenax var. moltenoi
Astroloba tenax var. moltenoi, és una varietat de Astroloba tenax del gènere Astroloba de la subfamília de les asfodelòidies (Asphodeloideae), dins la família de les asfodelàcies (Asphodelaceae).

## Descripció

### Característiques vegetatives
Astroloba tenax var. moltenoi assoleix una mida enorme, amb superfícies de foliars brillants i combinacions variades de tubercles i estries.

### Inflorescència i flors
Les flors es troben en una inflorescència alta i amb petites flors. Les flors apareixen a l'estiu, al mateix temps que les de A. pentagona. Tanmateix, també és impressionantment diferent.

## Distribució i hàbitat
Aquesta varietat creix a una petita àrea a l'est de la província sud-africana del Cap Occidental, concretament molt a prop de la ciutat de Prince Albert.
En el seu hàbitat, es troba de forma natural al centre-sud del Gran Karoo.

## Taxonomia
Astroloba tenax var. moltenoi va ser descrita per Gideon F.Sm. & van Jaarsv. i va ser publicat a Bradleya 35: 241. a l'any 2017.
Etimologia
Astroloba: nom genèric que deriva de les paraules gregues astros, 'estrella' i lobos, 'lòbul'.
tenax: epítet llatí que significa 'tenaç'.
var. moltenoi: epítet en honor al seu descobridor Steven Molteno; entusiasta de les plantes suculentes des que va començar a cultivar-les i a col·leccionar-les a la granja on va créixer.